# Harrodsburg
Harrodsburg is een plaats (city) in de Amerikaanse staat Kentucky, en valt bestuurlijk gezien onder Mercer County.

## Demografie
Bij de volkstelling in 2000 werd het aantal inwoners vastgesteld op 8014.
In 2006 is het aantal inwoners door het United States Census Bureau geschat op 8156, een stijging van 142 (1,8%).

## Geografie
Volgens het United States Census Bureau beslaat de plaats een oppervlakte van
13,7 km², geheel bestaande uit land. Harrodsburg ligt op ongeveer 272 m boven zeeniveau.

## Plaatsen in de nabije omgeving
De onderstaande figuur toont nabijgelegen plaatsen in een straal van 20 km rond Harrodsburg.

## Geboren
- Leonard Edelen (1937-1997), marathonloper